# G-14
Die G-14-Gruppe der europäischen Fußballclubs (G-14) war ein Zusammenschluss verschiedener europäischer Fußballvereine. Sie wurde am 14. Oktober 1998 mit dem Ziel, die Interessen der Mitglieder gegenüber UEFA und FIFA zu vertreten, gegründet und umfasste zunächst 14 Mitglieder, woher sich der Name herleitete. Seit 2002 hatte die G-14 18 Mitglieder und verstand sich als Vorstufe einer Arbeitgeberorganisation im Fußball. Am 15. Januar 2008 wurde die Auflösung der G-14 beschlossen. Sie wurde durch die am 21. Januar 2008 gegründete European Club Association ersetzt.

## Ziele
Primäres Ziel der G-14 war es, ein gemeinsames Sprachorgan europäischer Großvereine gegenüber der Wirtschaft, aber insbesondere den diversen Fußballverbänden im internationalen Clubfußball zu sein, weil nach Ansicht der Mitglieder für die Vereine wichtige Entscheidungen ohne deren Mitbestimmung getroffen worden seien. Dies sollte durch die G-14 verhindert werden. Insbesondere stellte die Gruppe eine Vertretung der wirtschaftlichen Interessen der Klubs dar. Tatsächlich konnte der G-14 diese Rolle zugesprochen werden, sie war dennoch nicht die offizielle Vertretung der Vereine.
Im Frühjahr 2006 sprachen sich die G-14 für eine geschlossene Champions-League aus, d. h. es gäbe keine Qualifikation mehr über die nationalen Meisterschaften, sondern es würden immer dieselben Mannschaften antreten. Dieser Vorschlag stieß bei UEFA, FIFA und den übrigen Vereinen auf Ablehnung.

## Mitglieder
| Verein              | Beitritt | Stimmen | Vertreter, Amt im Verein                            |
| ------------------- | -------- | ------- | --------------------------------------------------- |
| AC Mailand          | 2000     | 19      | Adriano Galliani, Vizepräsident                     |
| Real Madrid         | 2000     | 18      | Ramón Calderón, Präsident                           |
| FC Liverpool        | 2000     | 16      | Rick Parry, Vorstandsvorsitzender                   |
| Ajax Amsterdam      | 2000     | 13      | John Jaakke, Präsident                              |
| FC Bayern München   | 2000     | 13      | Uli Hoeneß, stellvertretender Vorstandsvorsitzender |
| FC Barcelona        | 2000     | 11      | Joan Laporta i Estruch, Präsident                   |
| Juventus Turin      | 2000     | 11      | Jean-Claude Blanc, Sportdirektor                    |
| Inter Mailand       | 2000     | 10      | Massimo Moratti, Präsident                          |
| FC Porto            | 2000     | 8       | Diogo de Paiva Brandao, Hauptgeschäftsführer        |
| Manchester United   | 2000     | 8       | David Gill, Vorstandsvorsitzender                   |
| Borussia Dortmund   | 2000     | 6       | Hans-Joachim Watzke, Hauptgeschäftsführer           |
| PSV Eindhoven       | 2000     | 6       | Rob Westerhof, Präsident                            |
| FC Valencia         | 2002     | 5       | Juan Bautista Soler, Präsident                      |
| Olympique Marseille | 2000     | 5       | Pape Diouf, Präsident                               |
| FC Arsenal          | 2002     | 3       | David Dein, stellvertretender Vorsitzender          |
| Bayer 04 Leverkusen | 2002     | 2       | Wolfgang Holzhäuser, Hauptgeschäftsführer           |
| Paris Saint-Germain | 2000     | 2       | Alain Cayzac, Präsident                             |
| Olympique Lyon      | 2002     | 1       | Jean-Michel Aulas, Präsident                        |
|                     | gesamt   | 157     |                                                     |

Der Verband wurde von zunächst 14 Vereinen gegründet. Der Gründung gingen seit Anfang der 1990er Jahre informelle Treffen von acht Klubs mit mindestens je fünf europäischen Titeln voraus (AC Mailand, Ajax Amsterdam, Bayern München, FC Barcelona, FC Liverpool, Inter Mailand, Juventus Turin und Real Madrid). Ab 1996 nahmen sechs weitere Klubs an diesen Treffen teil (Borussia Dortmund, FC Porto, Manchester United, Olympique Marseille, Paris Saint-Germain und PSV Eindhoven). 2000 gründete sich die G-14 offiziell.
Da unter den 14 Gründungsmitgliedern zwar drei italienische, jedoch nur je zwei spanische, englische, französische und deutsche Klubs waren, wurden im August 2002 weitere vier Vereine (Bayer Leverkusen, FC Arsenal, FC Valencia und Olympique Lyon) aufgenommen, so dass die Gesamtanzahl an Mitgliedern mittlerweile 18 beträgt.
Zwar wurde bei den acht ursprünglich in Zusammenarbeit getretenen Vereinen großer Wert auf eine Vielzahl an Erfolgen in der Europacup-Geschichte gelegt. Allerdings kehrte die G-14 von diesem Grundprinzip bereits bei der Auswahl der weiteren sechs Gründungsmitglieder und erst recht bei ihrer Erweiterung 2002 ab; so gehören mit Bayer Leverkusen, Olympique Marseille und Paris Saint-Germain Klubs dem Verbund an, die nur einmal Europapokalsieger wurden, das G-14-Mitglied Olympique Lyon hat sogar noch nie einen europäischen Titel gewinnen können. Andererseits fanden Vereine, die große europäische Erfolge feiern konnten (wie z. B. Benfica Lissabon oder Nottingham Forest) keinen Einlass in die G-14. Ebenfalls waren keine osteuropäischen Klubs Mitglied der Gruppe.
Noch im Jahr 2007 sollte die G-14 von 18 auf 40 Mannschaften erweitert werden. Es sollten aus den 22 stärksten Ländern (nach der UEFA-Fünfjahreswertung) der jeweils in den letzten fünf Jahren am besten platzierte Verein aufgenommen werden.
Bestehende Mitglieder konnten ausgeschlossen werden, wenn ein Verein aus der ersten Liga seines Landes ab- und nicht umgehend wieder aufsteigt, dreimal in Folge nicht an europäischen Wettbewerben teilnimmt oder den Ruf der G-14 schädigt. Für den Ausschluss eines Mitglieds bedurfte es einer 75-prozentigen Mehrheit. So hätte beispielsweise Borussia Dortmund nach der Saison 2005/06 ausgeschlossen werden können, da der Verein letztmals 2002 am UEFA-Pokal teilnahm. Ebenfalls wäre ein Ausschluss Juventus Turins infolge seiner Rolle im Fußball-Skandal in Italien 2005/06 möglich gewesen. Vom Ausschlussrecht wurde allerdings nie Gebrauch gemacht.

## Struktur und Stimmrechte
|    | Land        | Stimmen | Anteil  |
| -- | ----------- | ------- | ------- |
| 1. | Italien     | 40      | 25,48 % |
| 2. | Spanien     | 34      | 21,66 % |
| 3. | England     | 27      | 17,20 % |
| 4. | Deutschland | 21      | 13,38 % |
| 5. | Niederlande | 19      | 12,10 % |
| 6. | Frankreich  | 8       | 5,10 %  |
|    | Portugal    | 8       | 5,10 %  |
|    | gesamt      | 157     | 100,0 % |

Die G-14 verfügte über eine Geschäftsstelle in Brüssel. Hauptgeschäftsführer war seit 2000 der Schweizer Thomas Kurth.
Höchstes Beschlussfassungsorgan der G-14 war die vierteljährlich stattfindende Vollversammlung, zu der jeder Mitgliedsverein einen Delegierten entsandte. Zumeist handelte es sich dabei um hochrangige Personen im Sportmanagement der Vereine. Die Vollversammlung benannte das Führungsgremium der Gruppe. Für wichtige Entscheidungen bedurfte es einstimmiger Beschlüsse der Vollversammlung.
Die Stimmrechte der Mitglieder berechneten sich auf Grundlage gewonnener Europapokal-Titel; je Sieg in der Champions League (bzw. zuvor im Europapokal der Landesmeister) zwei Stimmen, je Sieg im UEFA-Pokal und im Europapokal der Pokalsieger eine Stimme. Hinzu kamen je drei Basisstimmen für Gründungsmitglieder sowie eine Basisstimme für später beigetretene Mitglieder.
Mit Hilfe einer Sonderregelung sollte bei Gründung der G-14 der Einfluss einzelner Klubs begrenzt werden; so erhielt jedes Gründungsmitglied zunächst maximal 16 Stimmen, auch wenn es aufgrund seiner vergangenen Erfolge eigentlich über mehr Stimmrechte verfügen hätte müssen. Diese Regelung galt jedoch nur für Erfolge vor der Gründung der G-14 – nach 2000 gewonnene Titel konnten auch zu einem Anwachsen der Stimmrechte über 16 hinaus führen. Diese Regelung kann als „Lex Real“ interpretiert werden, da Real Madrid der einzige betroffene Klub war; bis zum Jahr 2000 hatte Madrid acht Champions-League-Titel (16 Punkte) und zwei UEFA-Pokal-Titel (zwei Punkte) gewonnen. Zusammen mit den drei Basis-Stimmrechten hätte der Verein demnach 21 Stimmrechte erhalten. Zuletzt betrug die Stimmenzahl von Real Madrid 18 – davon 16 (statt 21) Stimmen bis zur Gründung der G-14 sowie zwei Stimmen für den Champions-League-Sieg 2002.

## Finanzierung
Die Finanzierung der G-14 wurde durch die Mitglieder, also die Vereine, selbst getragen, wobei die Budgetanteile zu 50 % in gleichen Maßen, zu 50 % jedoch anhand des Stimmgewichtes der Vereine innerhalb der G-14 getragen wurden.

## Auflösung
Durch eine Einigung der FIFA und der UEFA mit den Klubs, Entschädigungen an die Klubs für das Stellen von Nationalspielern etc. zu zahlen, verpflichteten sich die besonders betroffenen Spitzenclubs, mehrere Klagen zurückzuziehen und ihre Interessenvereinigung G-14 aufzulösen.

## Kritik

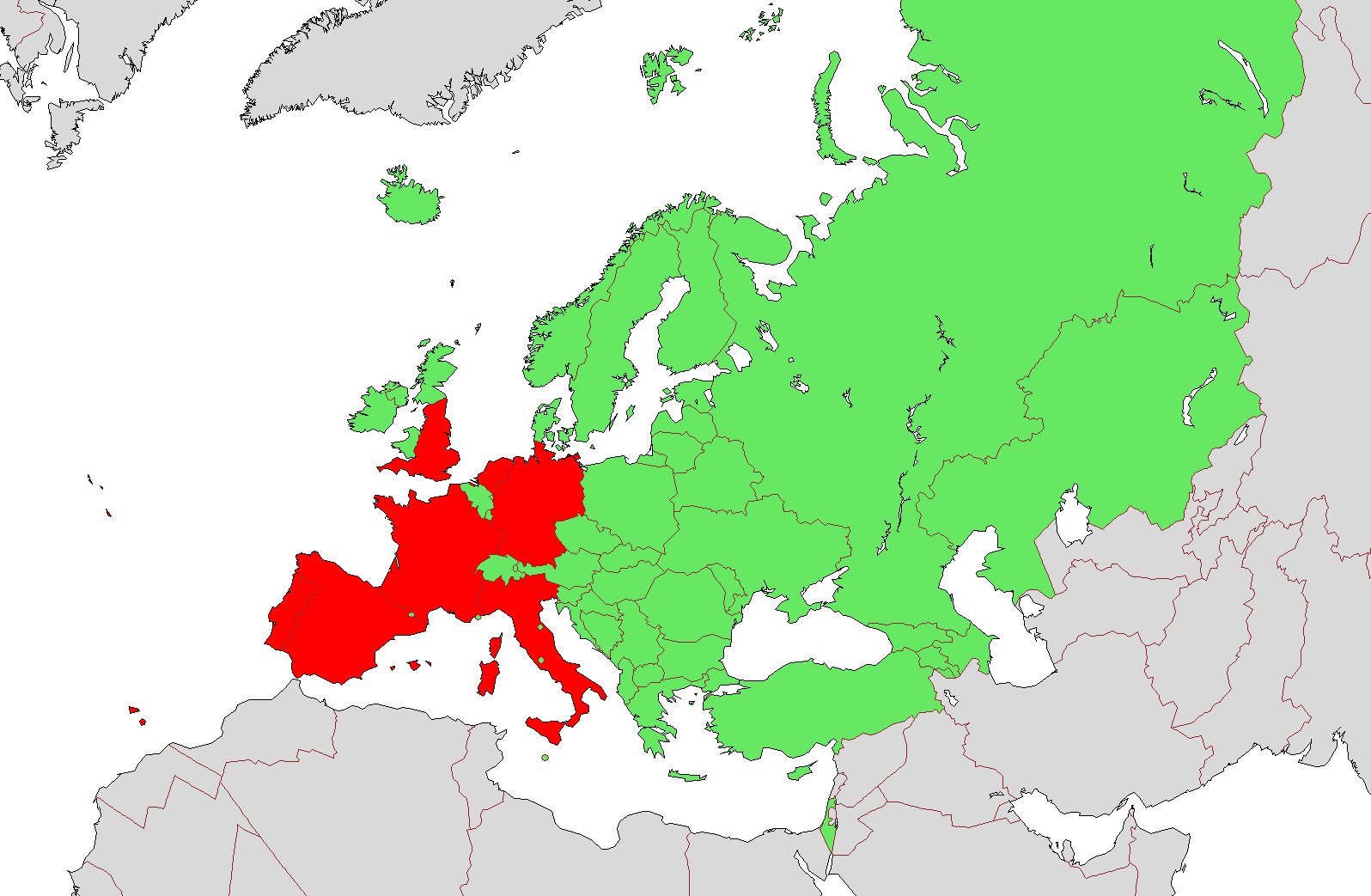
Länder mit G-14-Mitgliedern (rot) und UEFA-Mitglieder (grün)

Die G-14 sah sich erheblicher Kritik von Seiten der Verbände, aber auch von anderen Vereinen ausgesetzt.
Zum einen war die Vertretung der Vereine in keiner Weise demokratisch erfolgt und konnte daher nicht für sich in Anspruch nehmen, für die Breite der Vereine zu sprechen, zumal sich ihre Mitglieder lediglich aus sieben Ländern rekrutierten. Wie erwähnt richtete sich ihr Zusammentreten nicht nach objektiven sportlichen oder sporthistorischen Richtlinien. Da sie keine osteuropäischen Vereine berücksichtigten, konnte sie nicht als Vertreter aller europäischen Profi-Fußballvereine angesehen werden.
Fraglich war auch die demokratische Struktur der G-14; die Grundidee, das Stimmrecht von vergangenen Erfolgen abhängig zu machen, stellte zwar einen legitimen wie transparenten Gewichtungsfaktor dar. Wären jedoch alle 15 restlichen deutschen Bundesligisten der Vereinigung beigetreten, so hätten diese insgesamt nur 23 Stimmen (15 Basisstimmen, vier Stimmen für UEFA-Pokalsiege (zweimal Borussia Mönchengladbach, je einmal FC Schalke 04 und Eintracht Frankfurt), zwei Stimmen für den Sieg im Pokal der Pokalsieger (Werder Bremen und Hamburger SV), sowie weitere zwei Stimmen für den HSV aufgrund seines Sieges im Europapokal der Landesmeister 1983) gehabt. Damit wären die 15 Vereine nur auf zwei Stimmen mehr als die drei bestehenden deutschen G-14-Klubs gekommen. Dies stellte die demokratische Struktur der Organisation in Frage. Verstärkt wurde dieser Kritikpunkt durch die als „Ältestenrechte“ anzusehenden, demokratisch wie sportlich jedoch fragwürdigen drei Basisstimmen für Gründungsmitglieder.
Sie wurde aus diesem Grund auch weder von FIFA noch UEFA als Verhandlungspartner akzeptiert.
Ebenso wurde bemängelt, dass die finanzielle Stärke der Mitglieder nicht ausnahmslos durch sportliche Erfolge und deren Umsetzung in entsprechende Sponsorverträge resultierte, sondern auch durch als Mäzene auftretende Financiers erreicht worden war. Somit sei eine Vorreiterrolle in der Ausgestaltung von Wettbewerben und Geldverteilungsschlüsseln nicht als gerechtfertigt anzusehen gewesen.
Der G-14 wurde vorgeworfen, im Gegenteil nicht dem Wohl des Sports, sondern lediglich ihren eigenen wirtschaftlichen Interessen entsprechend zu handeln. Dies wurde in dem an die Öffentlichkeit gelangten Strategiepapier „Vision Europe“ deutlich.

„Der Fußball ist ein Geschäft geworden. Um weiteren wirtschaftlichen Aufschwung zu garantieren, muss das Produkt internationaler Fußball weiterentwickelt und dem modernen Konsumenten nahegebracht werden unter Berücksichtigung der Tatsache, dass es vor allem die Vereine sind, die das Produkt liefern.“

Insbesondere in den Vorschlägen zur Gestaltung der Champions League fand sich diese Sicht der Dinge wieder:
Eine Wiedereinführung der Zwischenrunde wurde gefordert. Diese war zuvor auf Grund von mangelnder Attraktivität und Akzeptanz bei den Zuschauern abgeschafft worden. Sie würde jedoch mehr Spiele versprechen (und damit Einnahmen durch Prämien und Fernsehgelder) und würde es Außenseitern erschweren, in Hin- und Rückspiel Überraschungserfolge gegen finanziell weit überlegene Mannschaften zu erringen. Martin Samuel, Sportkolumnist der Londoner Times umschrieb dies folgendermaßen

„Given every advantage imaginable, Goliath still wants David to fight with an arm tied.“

Mit dem Hinweis auf vergangene Meriten sollte zudem die Führungsposition der G-14-Mitglieder moralisch erhärtet werden. Dies spiegelte auch das Qualifikationsverfahren für die Champions League wider, bei dem zahlreiche Landesmeister erst gar nicht automatisch qualifiziert sind, Vereine anderer Ligen sich aber bis zum 4. Platz qualifizieren können.